# Nagybánya–Dés-autóút
A Nagybánya–Dés-autóút (románul: Drumul Expres Baia Mare–Dej) egy tervezett gyorsforgalmi út Romániában, Nagybánya–Dés nyomvonalon. 

## Története
A 108,5 km hosszan tervezett gyorsforgalmi út 7 km-en Szilágy megye területén halad, ahol 11 város és község területét érinti. Zsibón, Kocsoládfalván és  Hosszúréven csomópontot terveznek. Szilágy Megye Tanácsa 2024 júliusában adta ki az építési engedélyt, ami alapján a beruházó CNAIR további engedélyeket kell beszerezzen.